# Іст-Катламет (Вашингтон)
Іст-Катламет (англ. East Cathlamet) — переписна місцевість (CDP) в США, в окрузі Вакаєкум штату Вашингтон. Населення — 578 осіб (2020).

## Географія
Іст-Катламет розташований за координатами 46°11′48″ пн. ш. 123°21′29″ зх. д. / 46.19667° пн. ш. 123.35806° зх. д. (46.196790, -123.358035).  За даними Бюро перепису населення США в 2010 році переписна місцевість мала площу 4,44 км², уся площа — суходіл.

## Демографія
Згідно з переписом 2010 року, у переписній місцевості мешкала 491 особа в 227 домогосподарствах у складі 149 родин. Густота населення становила 111 особа/км².  Було 248 помешкань (56/км²).
Расовий склад населення:
| - 95,5 % — білих - 1,8 % — корінних американців - 0,2 % — чорних або афроамериканців - 0,2 % — азіатів |

До двох чи більше рас належало 2,0 %. Частка іспаномовних становила 1,8 % від усіх жителів.
За віковим діапазоном населення розподілялося таким чином: 17,1 % — особи молодші 18 років, 53,0 % — особи у віці 18—64 років, 29,9 % — особи у віці 65 років та старші. Медіана віку мешканця становила 53,6 року. На 100 осіб жіночої статі у переписній місцевості припадало 94,1 чоловіків;  на 100 жінок у віці від 18 років та старших — 85,8 чоловіків також старших 18 років.
За межею бідності перебувало 10,2 % осіб, у тому числі 0,0 % дітей у віці до 18 років та 0,0 % осіб у віці 65 років та старших.
Цивільне працевлаштоване населення становило 189 осіб. Основні галузі зайнятості: науковці, спеціалісти, менеджери — 28,6 %, сільське господарство, лісництво, риболовля — 15,3 %, публічна адміністрація — 11,6 %.